# شجرة الحب
شجرة الحب (Philodendron) هي جنس كبير من كاسيات البذور ضمن الفصيلة القلقاسية، ويتكون من حوالي 90 نوعًا وفقًا لموقع TROPICOS (وهي خدمة مقدمة من حديقة ميسوري النباتية Missouri Botanical Garden. وتذكر مصادر أخرى أعدادًا مختلفة من الأنواع: حيث رصد إس جيه مايو (S.J. Mayo) حوالي 350-400 نوع معترف به رسميًا، بينما سرد كروت (Croat) حوالي 700 نوع. وبصرف النظر عن عدد الأنواع، فإن هذا الجنس من النباتات هو ثاني أكبر عضو في فصيلة اللوف. ومن حيث التصنيف، لا يتيسر إلا قدر ضئيل من المعرفة حول جنس شجرة الحب Philodendron وهناك العديد من الأنواع غير الموصوفة. وينمو العديد من هذه الأشجار كنباتات زينة أو نباتات منزلية. والاسم مشتق من الكلمات اليونانية philo وتعني «حب» وdendron وتعني «شجرة». وعادةً ما تُعرف هذه النباتات باسمها العلمي (اسم الجنس).

## التوزيع
توجد أنواع شجرة الحب (Philodendron) في العديد من المواطن المتنوعة بالمناطق الاستوائية في الأمريكتين وجزر الهند الغربية. وتنمو معظمها في الغابات الاستوائية الرطبة، إلا أنها توجد أيضًا في المستنقعات وعلى ضفاف الأنهار وجوانب الطرق وفي النتوء الصخرية. كما أنها توجد عبر نطاق متنوع من الارتفاعات بدءًا من مستوى سطح البحر وحتى ما يزيد عن 2000 متر فوق مستوى سطح البحر. وغالبًا ما تتسلق الأنواع المندرجة ضمن هذا الجنس على النباتات الأخرى أو على جذوع الأشجار بمساعدة الجذور الهوائية. وتتميز أشجار الحب (Philodendrons) عادةً في بيئتها بأعدادها الكبيرة مقارنة بالنباتات الأخرى، مما يجعلها مكونًا بارزًا ولافتًا للنظر بشدة في الأنظمة البيئية التي توجد بها. كما توجد هذه الأشجار بأعداد هائلة في الأراضي الخالية على جانبي الطرق.[بحاجة لمصدر]
توجد أشجار الحب (Philodendrons) أيضًا في أستراليا وبعض جزر المحيط الهادئ وأفريقيا وآسيا، على الرغم من أنها غير متوطنة وإنما تم إدخالها أو تسللت عن طريق الصدفة.

## وصلات خارجية
- International Aroid Society: The genus Philodendron
- Philodendron Cultivation Information
- Philodendron details